# Nymphenburger Schlosskonzerte

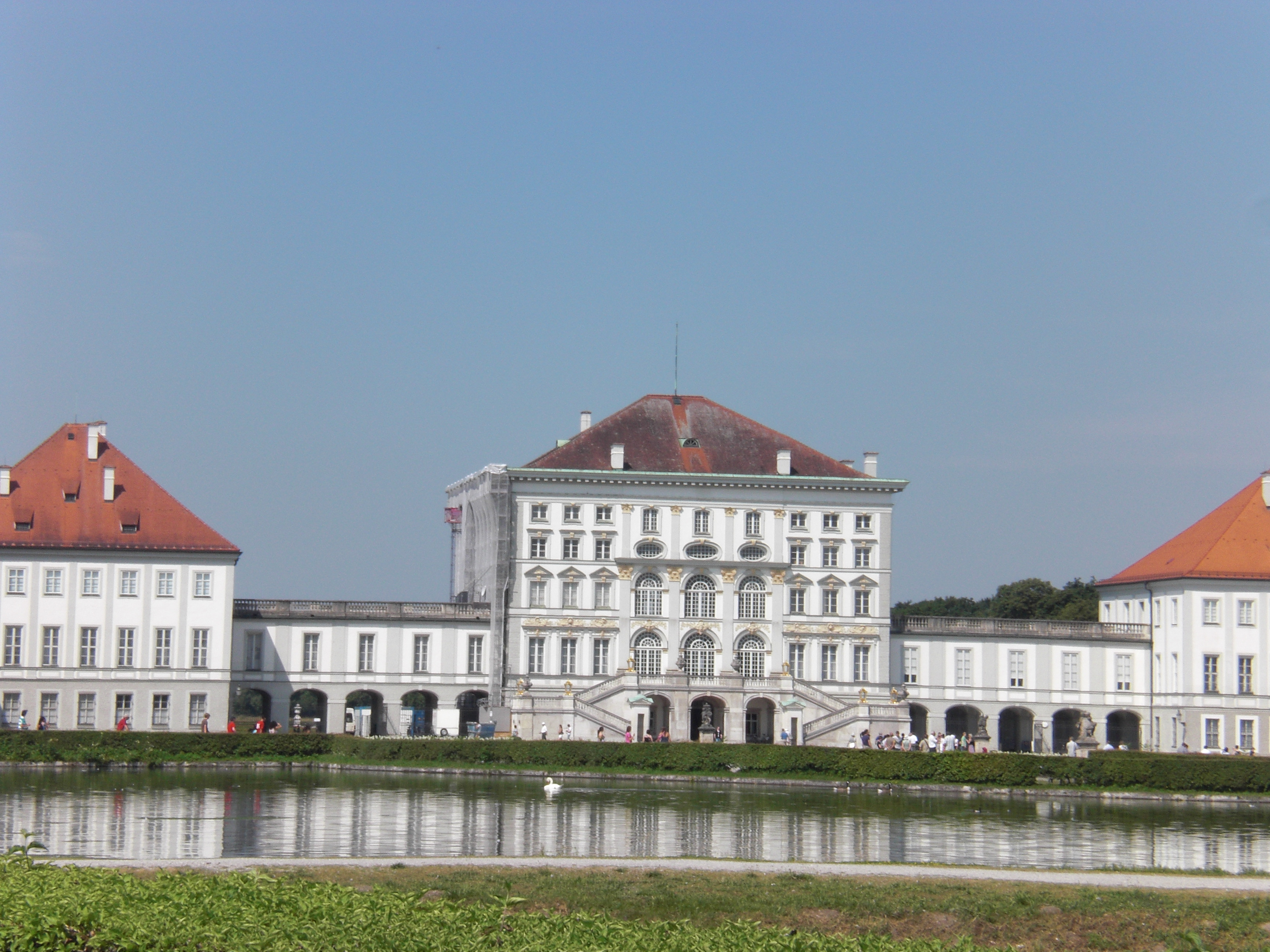
Schloss Nymphenburg

Die Nymphenburger Schlosskonzerte im Hubertussaal zählen seit 2004 zum festen Bestandteil der Münchner Kulturszene und verbinden das Schloss Nymphenburg mit Konzertprogrammen. Es werden Konzerte von Kammermusik über Opernabende sowie Lieder-Zyklen bis hin zu musikalischen Lesungen aufgeführt.

## Geschichte
Das barocke Schloss Nymphenburg in München, Geburtsschloss Ludwig II., ist mit seiner kunstvollen Inneneinrichtung und seinen weitläufigen Parkanlagen ein beeindruckendes Vermächtnis der Wittelsbacher. Es zählt zu einer der beliebtesten touristischen Attraktionen in Deutschland.  Für die Nymphenburger Schlosskonzerte haben der Steinerne Saal und der Hubertussaal eine besondere Bedeutung.
Im Steinernen Saal (auch Großer Saal oder Festsaal) des Schlosses, der nach einer aufwendigen Sanierung heute nur noch museal genutzt  wird, fanden nach Errichtung des Schlosses Nymphenburg die kulturellen und gesellschaftlichen Veranstaltungen statt.
Als dieser Saal als nicht mehr zeitgemäß empfunden wurde, erstellte der Hofbaumeister Johann Baptist Gunetzrhainer im Auftrag von Kurfürst Maximilian III. Joseph (1727–1777) Mitte des 18. Jahrhunderts einen weiteren Theatersaal im Nordflügel des Schlosses anstelle des älteren Comedi-Saals. Seit 1757 sollte dieser dann unter dem Namen „Hubertussaal“ für kulturelle Veranstaltungen, Konzerte und gesellschaftliche Ereignisse, Verwendung finden. Der Name geht auf eine „Hubertus-Jagd“ am 3. November 1757 zurück, anlässlich derer in diesem Saal gespeist wurde.
Nachdem nun aber auch von 1755 bis 1757 der Steinerne Saal durch den greisen Johann Baptist Zimmermann mit Hilfe von dessen Sohn Franz Michael Zimmermann unter François de Cuvilliés der Ältere aufwendig umgestaltet worden war und somit heute noch als ein Meisterwerk des höfischen Münchner Rokoko gilt, verlor der Hubertussaal zwei Jahrhunderte lang wieder an Bedeutung. Der spärlichen Quellenlage nach fand er nur ab und an für gesellschaftliche und kulturelle Ereignisse Verwendung.
Nach dem Zweiten Weltkrieg wurde der Steinerne Saal von 1949 bis 1989, vor allem auf Initiative des Ehepaars Eva und Tino Walz und der Freunde der Residenz hin, als Konzertsaal genutzt. Seit einer großangelegten Renovierung Anfang der 1990er Jahre dürfen im Steinernen Saal wegen Denkmalschutzauflagen keine Konzertaufführungen mehr stattfinden.
Der Hubertus-Saal, der nach seiner seltenen Bespielung und einer Nutzung als Jagdmuseum in den 1930er Jahren lange nur als Depot für Kunstwerke Bayerischer Schlössern diente, wurde 2003 wieder der Öffentlichkeit als Konzertsaal übergeben. Nach einer Renovierung mit Gesamtkosten von rund 10 Millionen Euro durch den Freistaat Bayern sowie mittels Spenden wurde der Hubertus-Saal wieder für Konzertveranstaltungen und gesellschaftliche Veranstaltungen zugänglich gemacht.
Dem Wunsch des damaligen Bayerischen Staatsministers der Finanzen Kurt Faltlhauser, „dass […] in diesen festlichen Räumen viele Menschen schöne Stunden erleben möchten“ (Pressemitteilung der Schlösser- und Seenverwaltung) entsprechend, wurde 2004 die Konzertreihe „Nymphenburger Schlosskonzerte“ ins Leben gerufen.
Seit der Premiere am 19. März 2004 wird hier jungen Stimmen und Instrumentalisten aus ganz Europa ein Auftrittsforum gegeben. Aber auch etablierte Ensembles wie die Salzburger Konzertgesellschaft, die Arcis Vokalisten unter Leitung von Thomas Gropper oder namhafte Sänger wie z. B. Jan-Hendrik Rootering treten bei den Nymphenburger Schlosskonzerten im Hubertus-Saal regelmäßig auf.

## Programm
Die Programmauswahl der Konzertreihe konzentriert sich auf Werke des Spätbarock bis zum Ende des 19. Jahrhunderts. Bei den konzertanten Opernaufführungen werden Werke von Mozart, Giuseppe Verdi, Puccini und Gioachino Rossini aufgeführt. Hierbei kommen mit den Opernarien verschränkte Lesungen der Romanvorlagen (z. B. A. Dumas: Kameliendame mit Verdi: La traviata; Merimee: Carmen mit Bizet: Carmen) zur Aufführung. Einführungen vor den Konzerten und Moderationen während der Konzerte beabsichtigen einen unmittelbaren Zugang für ein breites Publikum.
Die am häufigsten aufgeführten Werke sind:  W. A. Mozarts Serenade Eine kleine Nachtmusik KV 525 sowie A. Vivaldis Violinkonzert Die vier Jahreszeiten.
Am 14. Februar 2009 fand das 100. Konzert der Reihe „Nymphenburger Schlosskonzerte“ statt. Bis dahin erlebten 35.000 Konzertbesucher diese Konzertreihe (davon laut Besucher-Statistik Kulturgipfel vom 1. März 2009, 33,74 % aus dem Ausland).

## Künstler (Auswahl)
Zu den bekannten Künstlern, die bei den Konzerten auftraten, zählen unter anderem die Instrumentalsolisten Alice Sara Ott, Angelika Lichtenstern und Lena Neudauer, die Sänger Arantza Ezenarro, Lauren Francis, Matias Tosi-Socolov, Jan-Hendrik Rootering, die Schauspieler Udo Wachtveitl, Michael Lerchenberg, Toni Berger, Tobias Maehler und der TV-Moderator Wolfgang Binder sowie Ensemble wie zum Beispiel die Solisten der Münchner Symphoniker, Salzburger Konzertgesellschaft, Amadeus Consort Salzburg, Nymphenburger Streichersolisten, Neue Dresdner Hofkapelle, Münchner Harphoniker, Lenbach-Quartett, Bassiona Amorosa und die King’s Singers.